# Leslie Earl Simon
Leslie Earl Simon (11 août 1900 - 28 octobre 1983) est un scientifique américain et l'auteur du livre German Research in World War II: An Analysis of the Conduct of Research.
Il est major général du département des munitions de l'armée américaine et ancien directeur des laboratoires de recherche balistique de l'installation militaire d'Aberdeen Proving Ground dans le Maryland. Il est diplômé de l'Académie militaire des États-Unis à West Point en 1924.
German Research discute de diverses armes secrètes allemandes de la Seconde Guerre mondiale, en mettant l'accent sur les avions, les fusées et la méthodologie de recherche des Allemands. Il est publié pour la première fois en 1947. Le livre est un objet de collection en Europe depuis qu'Hergé l'a présenté dans le scénario de la bande dessinée Les Aventures de Tintin L'Affaire Tournesol, publiée en 1956, où il apparaît à la page 23. Le livre est néanmoins disponible en plusieurs versions. Hergé a censuré la croix gammée, lorsqu'il a inséré le livre.